# San José (Guatemala)
San José é uma cidade da Guatemala do departamento de El Petén.